# Merenre I.
Faraon Merenre I. byl čtvrtý král 6. dynastie.[zdroj?]

## Život
Merenre I. vládl jen krátce (~9 let). Přesto i za jeho nedlouhé vlády byly udržovány diplomatické kontakty s Byblem, těžil se alabastr v lokalitě Hatnúb (asi 65 km od města el-Minya) ve východní poušti a siltovec ve Vádí Hammámat. Díky dochovanému nápisu je známo, že přijímal přísahu věrnosti od poražených núbijských náčelníků a to v oblasti 2. kataraktu a že navštívil ostrov Elefantínu a vzdálený Asuán. Po Merenreově smrti se vlády ujal jeho, asi teprve šestiletý, nevlastní bratr Pepi II., respektive Merenreova teta Anchesenpepi II. jako regentka do synovy dospělosti.

## Významní Merenreovi hodnostáři
Oporou vlády faraona v 6. dynastii, či zdrojem rozbrojů a úpadku vlády, byly vrstvy úředníků řídících důležité oblasti života říše, vezírové, soudci, správci královských majetků a chrámoví kněží. V dynastické posloupnosti bylo pravidlem, že tyto vrstvy přetrvávaly ve svých úřadech i když se osoba faraona měnila v rodové posloupnosti. V 6. dynastii to byl zejména vezír Veni z Abydu . Pro vládu Merenrea měl podstatný význam. Jednak působil v úřadu vezíra i za vlády otce Merenrea Pepiho I., ovládal rozsáhlou oblast hospodářských činností v říši a jednak byl generálem armády kontrolující jižní hranice až ke třetímu nilskému kataraktu, stejně tak i severní hranice na Sinaji . Jeho význam pro faraona dokresluje i titul, udělený mu Merenreem „Princ a guvernér Horního Egypta“.

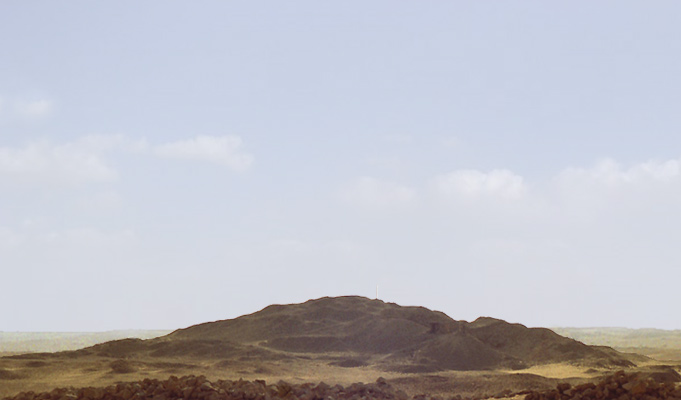
Pyramida Merenrea I.

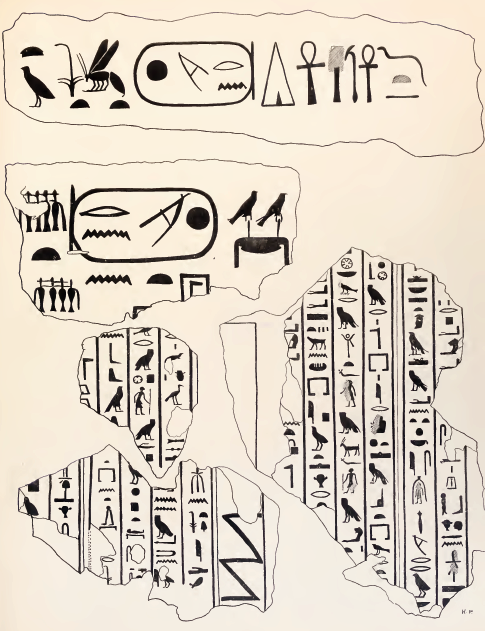
Zlomky na stéle s jménem Merenrea z Osirisova chrámu v Abydosu

## Hrobka
Pyramidový komplex Nefer-chau-Merenre („Krása Merenrea se zjevuje v záři“) si nechal postavit na osamělém pahorku asi 450 m od pyramidy Pepiho I., západně od pyramidy Džedkareho na jižní Sakkáře. Základnou byl čtverec o stranách asi 80×80 metrů a pyramida dosahovala výšky asi 50 metrů.Ze zádušního chrámu se nezachovalo skoro nic. Vstup do pyramidy je na severní straně v úrovni základny. V pohřební komoře je bazaltový sarkofág, který byl v době objevu (Heinrich Brugsch 1881) intaktní, a v něm se nacházela mumie. Nicméně později se ukázalo, že se patrně jedná o sekundární pozdní pohřeb. V podlaze byla zapuštěna kanopická nádoba. Na stěně jsou zlomky, pro 6. dynastii typické, pyramidové hieroglyfické texty.